# Mon âne
 (décembre 2013).
Si vous disposez d'ouvrages ou d'articles de référence ou si vous connaissez des sites web de qualité traitant du thème abordé ici, merci de compléter l'article en donnant les références utiles à sa vérifiabilité et en les liant à la section « Notes et références ».
Mon âne est une chanson enfantine ou comptine française. Elle fonctionne sur le mode d'un refrain récapitulatif.

## Paroles
1.

Mon âne, mon âne

A bien mal à la tête.

Madame lui a fait faire

Un bonnet pour sa fête

Un bonnet pour sa fête

Et des souliers lilas, la, la,

Et des souliers lilas.

2.

Mon âne, mon âne

A bien mal aux oreilles.

Madame lui a fait faire

Une paire de boucles d'oreilles,

Une paire de boucles d'oreilles

Un bonnet pour sa fête

Et des souliers lilas, la, la,

Et des souliers lilas.

3.

Mon âne, mon âne

A bien mal à ses yeux.

Madame lui a fait faire

Une paire de lunettes bleues,

Une paire de lunettes bleues

Une paire de boucles d'oreilles,

Un bonnet pour sa fête

Et des souliers lilas, la, la,

Et des souliers lilas.

4.

Mon âne, mon âne

A bien mal à ses dents.

Madame lui a fait faire

Un râtelier d'argent,

Un râtelier d'argent

Une paire de lunettes bleues,

Une paire de boucles d'oreilles,

Un bonnet pour sa fête

Et des souliers lilas, la, la,

Et des souliers lilas.

5.

Mon âne, mon âne

A bien mal à l'estomac.

Madame lui a fait faire

Une tasse de chocolat,

Une tasse de chocolat

Un râtelier d'argent,

Une paire de lunettes bleues,

Une paire de boucles d'oreilles,

Un bonnet pour sa fête

Et des souliers lilas, la, la,

Et des souliers lilas.

## Origine et pérennité
Cette chanson à énumération est qualifiée de « classique du répertoire enfantin urbain du 19e siècle » par Bernard Cousin.

### Source bibliographique
- Histoire des sciences médicales, t. 50, n° 2, 2016
- Maurice Carême. « Comme une boule de cristal... » Entre poésie savante et chanson populaire, par Brigitte Buffard-Moret et Jean Cléder, Artois Presses Université, 2020, p. 54.